# Better (Zayn)
Better è un singolo del cantante britannico Zayn, pubblicato il 25 settembre 2020 come primo estratto dal terzo album in studio Nobody Is Listening.

## Video musicale
Il video musicale, reso disponibile in concomitanza con l'uscita del brano, è stato diretto da Ryan Hope.

## Tracce
Testi e musiche di Zayn Malik, Philip von Boch Scully, Cole Citrenbaum, David "Lucky Daye" Brown, Dustin "Dab" Bowie e Mike "Hunnid" McGregor.
1. Better – 2:54

## Formazione
Musicisti
- Zayn – voce
- Philip von Boch Scully – programmazione batteria, programmazione basso, percussioni
- Cole Citrenbaum – chitarra

Produzione
- Phil von Boch Scully – produzione
- Cole Citrenbaum – produzione aggiuntiva
- Henrique Andrade – ingegneria del suono
- Dale Becker – mastering
- Hector Vega – assistenza al mastering
- Fili Filizzola – assistenza al mastering
- Connor Hedge – assistenza al mastering
- Denis Kosiak – missaggio
- Jon Castelli – missaggio
- Josh Deguzman – assistenza al missaggio

## Classifiche
| Classifica (2020) | Posizione massima |
| ----------------- | ----------------- |
| Canada            | 59                |
| Croazia           | 92                |
| Grecia            | 83                |
| Irlanda           | 56                |
| Lituania          | 42                |
| Portogallo        | 94                |
| Regno Unito       | 58                |
| Svezia            | 51                |
| Singapore         | 17                |
| Stati Uniti       | 89                |